# Stor-Uttersjön
Der Stor-Uttersjön ist ein See in der schwedischen Gemeinde Örnsköldsvik. Er ist die Quelle des Utterån.

## Geographie
Der Stor-Uttersjön liegt in einem Sumpfgebiet, zwei Kilometer nordöstlich von Innertällmo.

## Name
Der Name des Sees bedeutet auf Deutsch Großer Ottersee, die hier vorkommenden Otter haben dem See und dem aus ihm kommenden Fluss den Namen gegeben.